# 山东会馆门墙

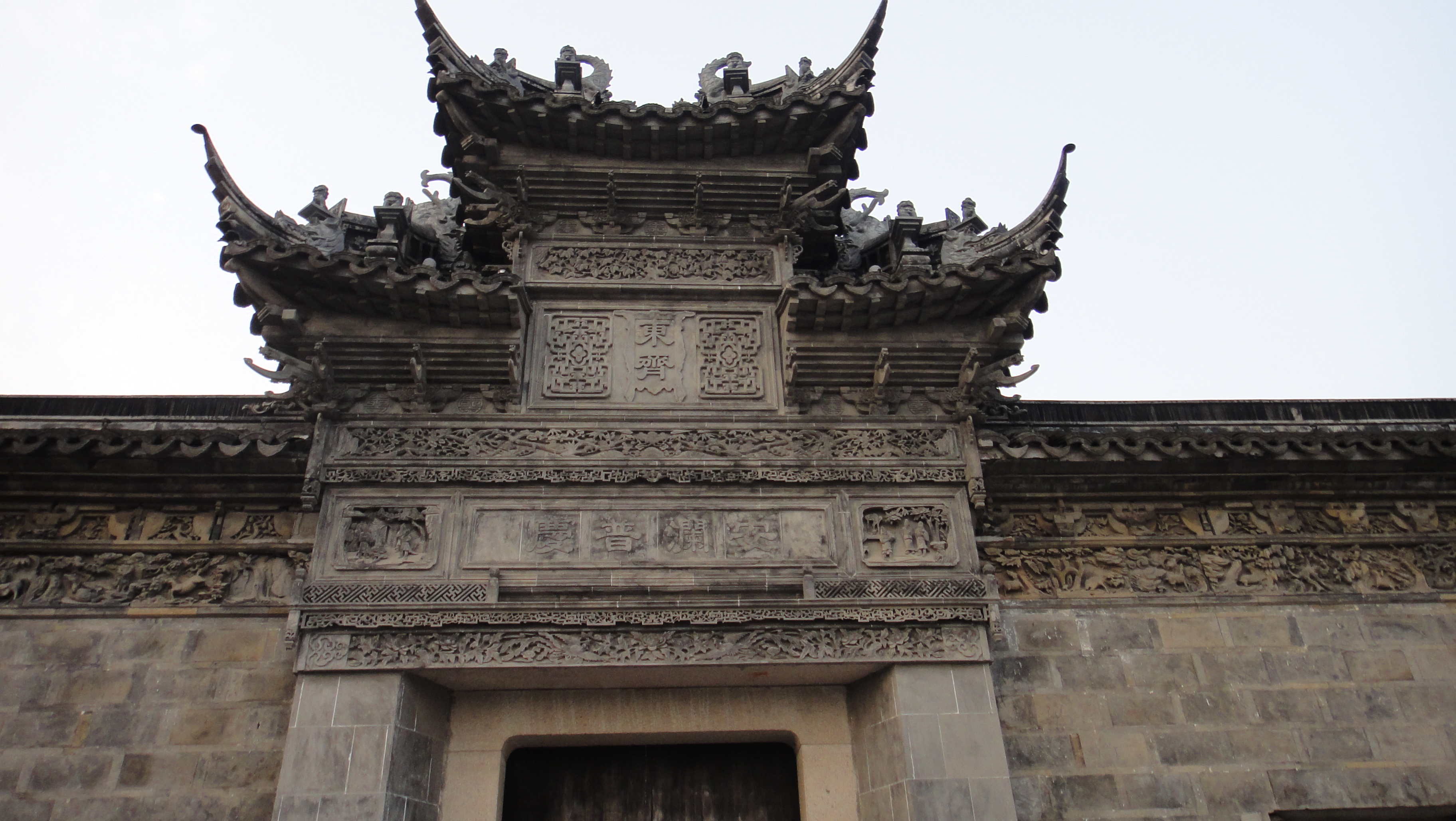
山东会馆门墙

山东会馆门墙是一处苏州市控制保护建筑，位于中国江苏省苏州市姑苏区山塘街552号。

## 历史
山东会馆是一座建于清代的会馆，由安徽省山东省商贾集资建造。2003年8月1日公布为苏州市控制保护建筑。